# Френк Лентіні
Франческо «Френк» Лентіні (італ.Francesco A. Lentini; Розоліні, Сицилій, Королівство Італія нар. 18 травня 1889 — 21 вересня 1966 Джексон, Теннессі, Сполучені Штати Америки) — сицилійсько-американський виконавець сайд-шоу, який гастролював з численними цирками. Відомий тим, що у нього було три ноги.

## Раннє життя
Лентіні народився на вулиці Гінтолі 9, у місті Розоліні, Сицилія, 18 травня 1889 року в родині фермерів Натале та Джованні Фалько. Його породила акушерка Марія Альберіно, він був п’ятим із 12 дітей (семи сестер і п’ять братів) у сім’ї. Спочатку опального, батьки віддали його під опіку дружини його дядька Коррідо Фалько. У чотири місяці його відправили на огляд до спеціаліста в Неаполь. До п’яти років він грав з іншими дітьми і міг випрямити третю ногу, але не ходити. Він став відомий тим, що у нього три ноги, чотири стопи та два набори геніталій.
Лентіні народився разом з паразитичним близнюком. Близнюк був прикріплений до його тіла біля основи хребта і складався з тазової кістки, рудиментарного набору чоловічих геніталій і повнорозмірної ноги, що відходить від правого боку його стегна, з невеликою стопою, яка виступала з її коліна.

## Кар'єра сайд-шоу
У 1897 році він виставлявся в багатьох містах, включаючи Лондон. Коли йому було вісім років, Маньяно, який вів мандрівну лялькову виставу, привіз його до Мідлтауна, і родина Лентіні переїхала до США . Потім Лентіні увійшов у шоу-бізнес як Великий Лентіні, приєднавшись до Цирку братів Рінглінг . Він отримав громадянство США у віці 30 років. Його кар’єра тривала понад 40 років, і він працював з усіма великими цирками та шоу, включаючи шоу Барнума і Бейлі та Дикого Заходу Буффало Білла. Лентіні користувався такою повагою серед однолітків, що його часто називали «Королем». У молодості Лентіні використовував свою третю ногу, щоб штовхати футбольний м’яч по сцені — звідси його шоу назва « Трьохлапий футболіст ».
Звичайні ноги Лентіні дещо відрізнялися за довжиною: одна була довжиною 39 дюймів, а інша 38 дюймів. Третя нога мала лише 36 дюймів, а ступня на ній була клишоногістю.  У дорослому віці його основні ноги залишалися різної довжини, а додаткова нога була на кілька дюймів коротшою.  
Він скаржився, що навіть з трьома ногами все одно не має пари. У 1907 році він одружився з Терезою Мюррей, молодшою за нього на три роки, і у них народилося четверо дітей: Джузеппіна (Жозефіна), Натале (Нед), Франческо (Френк) Молодший і Джакомо (Джеймс).  Коли Френк і Тереза розлучилися приблизно в 1935 році, він почав нове життя з Гелен Шупе, з якою прожив до смерті. Лентіні помер від легеневої недостатності в Джексоні, штат Теннессі, 21 вересня 1966 року у віці 77 років 

## Спадщина
Френк Лентіні тісно пов'язаний із силачем і режисером Крістофером Анніно. Джонатан Редавід зіграв його у фільмі 2017 року «Найвеличніший шоумен ». 
Френк Лентіні зображений на обкладинці альбому Alice in Chains 1995 року Сіетлської рок-групи Alice in Chains. 

## Зовнішні посилання
- Джеймс Г. Манді, брошура «Історія життя Франческо А. Лентіні, Триноге чудо» (з фотографіями)
- Ж. Тітон Педно, Франческо Лентіні – Триногий
- Френк Лентіні на сайті Find a Grave (англ.)